# Jindřišská věž
Jindřišská věž je původní zvonice kostela svatého Jindřicha a svaté Kunhuty, nacházející se v prostoru mezi Jindřišskou ulicí a jihozápadním cípem Senovážného náměstí v Praze na Novém Městě. Dosahuje výšky 65,7 metrů a je tak nejvyšší volně stojící zvonicí v Praze.
Přímo před věží se nachází tramvajová zastávka Pražské integrované dopravy Jindřišská. 

## Historie
Zvonice byla postavena v gotickém slohu v letech 1472–1476 z pískovce s dřevěnou střechou s břidlicovou krytinou. V té době patřila i s okolními pozemky k majetku řádu Křižovníků s červenou hvězdou.
V roce 1577 obdržela věž i hodiny. Ciferník zdobí po stranách barevné znaky Starého a Nového města a zemí Koruny české.
V roce 1648, v době obléhání Prahy Švédy, sloužila věž jako vojenská strážnice, přičemž byla pobořena švédskou dělostřelbou. K dalšímu dělostřeleckému poškození došlo v roce 1757, kdy po bitvě u Štěrbohol oblehla Prahu pruská vojska. V roce 1801 nevydržela její štíhlá gotická střecha nápor vichřice.
V letech 1876–1879 došlo k důkladné obnově a neogotické přestavbě věže podle návrhu architekta Josefa Mockera. Po rekonstrukci dosáhla věž výšky 65,7 m a stala se nejvyšší volně stojící zvonicí v Praze. Po rekonstrukci v 70. letech minulého století prodělala věž zatím poslední úpravy v roce 2001, kdy došlo k vestavbě nových pater a výtahu v jejích útrobách. V 10. patře byla vybudována vyhlídka na centrum města.
V současnosti (2024) je zvonice pronajata soukromé firmě Jindřišská věž s.r.o., která zde provozuje restauraci, vyhlídku a zvonkohru. Majitelem věže je arcibiskupství pražské, které se v roce 2022 rozhodlo dát věž k prodeji za cenu 75 milionů korun. Prodej věže arcibiskupství schválil Vatikán. Prodej věže kritizovalo vedení Prahy i dlouhodobý nájemce. Vedení Prahy mělo vež odkoupit za 100 milionů korun, ale nakonec od záměru ustoupilo kvůli vysoké ceně a dlouhé nájemní smlouvě nájemce. Prodej věže kritizovali zástupci veřejnosti i věřící. Farníci z kostela svatého Jindřicha a svaté Kunhuty k němuž věž dříve náležela jako zvonice, sepsali proti prodeji věže petici.

## Zvony

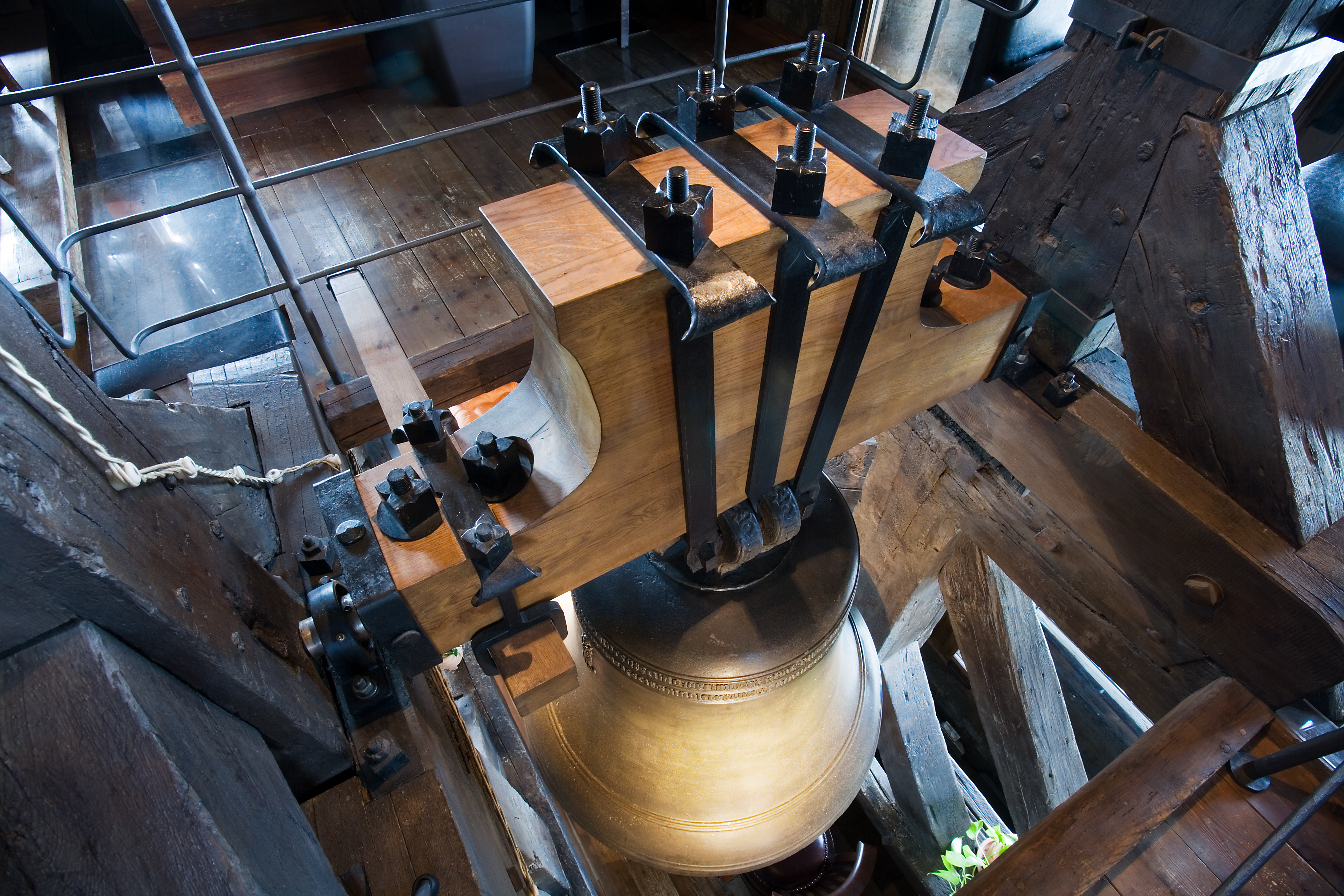
Zvon Maria

Nejstarším zvonem na Jindřišské věži je Maria, kterou v roce 1518 ulil zvonařský mistr Bartoloměj. Zvon váží 723 kg.
Největší ze zdejších zvonů je Jindřich z roku 1680 (přelitý v roce 1804), jehož úctyhodná hmotnost činí 3350 kg.
Poslední Dominik váží 1000 kg a v roce 1850 jej přelil zvonař Bellmann.